# Stratiomys biguttata
Stratiomys biguttata är en tvåvingeart som först beskrevs av Szilady 1941.  Stratiomys biguttata ingår i släktet Stratiomys och familjen vapenflugor. Inga underarter finns listade i Catalogue of Life.